# Look into the Future
Look into the Future es el segundo álbum de la banda estadounidense Journey, editado por la discográfica Columbia Records en enero de 1976. 
Para su segundo álbum, los integrantes de Journey atenúan el carácter progresivo expresado en su primer lanzamiento, a favor de un enfoque más centrado en las canciones. A pesar de eso, Look into the Future aún conserva parte del enfoque experimental y el sonido del álbum debut, sobre todo en el tema que da título y "I'm Gonna Leave You", el último de los cuales se dice inspiró el riff principal de la canción de Kansas "Carry On Wayward Son". 
El álbum incluye una versión de los Beatles "It's All Too Much" de la película Yellow Submarine de 1968, que aparece en la banda sonora. Además, la canción que da título al disco es la segunda canción más larga grabada por Journey (sin contar "Destiny" de Dream After dream).
El guitarrista George Tickner había dejado la banda después de coescribir dos canciones para este álbum. El personal del álbum incluyó a Gregg Rolie (vocalista principal/tecladista), Neal Schon (guitarrista), Ross Valory (bajista), y Aynsley Dunbar (baterista).

## Canciones
| N.º | Título                        | Escritor(es)                 | Duración |  |
| 1.  | «On a Saturday Night»         | Gregg Rolie                  | 4:01     |  |
| 2.  | «It's All Too Much»           | George Harrison              | 4:06     |  |
| 3.  | «Anyway»                      | Rolie                        | 4:12     |  |
| 4.  | «She Makes Me (Feel Alright)» | Rolie, Neal Schon, Alex Cash | 3:13     |  |
| 5.  | «You're on Your Own»          | Schon, George Tickner, Rolie | 5:55     |  |
| 6.  | «Look into the Future»        | Schon, Rolie, Diane Valory   | 8:13     |  |
| 7.  | «Midnight Dreamer»            | Schon, Rolie                 | 5:14     |  |
| 8.  | «I'm Gonna Leave You»         | Schon, Rolie, Tickner        | 7:01     |  |

## Integrantes
- Gregg Rolie - Voz, teclados
- Neal Schon - guitarra
- Ross Valory - bajo eléctrico
- Aynsley Dunbar - batería